# Родріго Пас Дельгадо (стадіон)
«Родріго Пас Дельгадо», неофіційно також відомий як «Каса Бланка» (ісп. Estadio Rodrigo Paz Delgado; Estadio Casa Blanca) — домашній стадіон клубу «ЛДУ Кіто». Розташований у місті Кіто і є найбільшим стадіоном міста, а також другим за величиною після стадіону Монументаль Ісідро Ромеро Карбо в Гуаякілі. До 12 червня 2017 року називався «Стадіон Ліга Депортіво Університаріа» або просто «Стадіон ЛДУ» (ісп. Estadio de Liga Deportiva Universitaria).

## Історія
Стадіон ЛДУ будувався в період з 1 березня 1995 по 1997 рік. Вартість проєкту — 16 млн доларів. Перший матч відбувся 6 березня 1997 року, у ньому зустрічалися господарі з бразильським «Атлетіко Мінейро». Господарі перемогли з рахунком 3:1. Учасник того матчу Улісес де ла Крус після тривалого періоду виступів за інші клуби завершив кар'єру в ЛДУ у 2012 році й зараз є депутатом Національної асамблеї Еквадору та послом Доброї волі ЮНІСЕФ.
Збірна Еквадору двічі виступала на цьому стадіоні 2000 року в рамках відбіркового турніру до чемпіонату світу 2002 — 29 березня та 15 серпня 2000 року. Обидва матчі (у Венесуели та Болівії відповідно) Еквадор виграв. Зазвичай збірна виступає на іншому стадіоні Кіто — «Олімпіко Атауальпа» (домашня арена ЛДУ до 1997 року).
У 2008 році ЛДУ приймав перший фінальний матч Кубка Лібертадорес на цій арені, як один з матчів Рекопи 2009. Грала команда й у фіналі Південноамериканського кубка 2009 року.
12 червня 2017 року стадіон було перейменовано на честь почесного президента ЛДУ Кіто Родріго Паса Дельгадо.
Стадіон Родріго Пас Дельгадо розташований на висоті 2734 метри над рівнем моря.

## Найважливіші матчі
Нижче представлені найважливіші матчі, які проходили на стадіоні ЛДУ:
- Фінал Кубку Лібертадорес 2008
- Один із матчів за Рекопу: Рекопа Південної Америки 2009, Рекопа Південної Америки 2010, Рекопа Південної Америки 2024
- Фінал Південноамериканського кубка 2009
- Вирішальні матчі Юнацького чемпіонату Південної Америки (для футболістів до 17 років) 2011